# Tiro ai Giochi della XXXII Olimpiade - Pistola 25 metri femminile
La gara di pistola 25 metri femminile dei Giochi della XXXII Olimpiade si è svolta il 29 e 30 luglio 2021. Hanno partecipato 44 atlete provenienti da 28 diverse nazioni.
La vincitrice della gara è stato la russa Vitalina Bacaraškina. 

## Record
Prima della competizione, i record olimpici e mondiali erano i seguenti:
| Qualificazione  | Qualificazione       | Qualificazione | Qualificazione          | Qualificazione   |
| --------------- | -------------------- | -------------- | ----------------------- | ---------------- |
| Record mondiale | Diana Iorgova (BUL)  | 594            | Milano, Italia          | 31 maggio 1994   |
| Record olimpico | Zhang Jingjing (CHN) | 592            | Rio de Janeiro, Brasile | 10 agosto 2016   |
| Finale          |                      |                |                         |                  |
| Record mondiale | Veronika Major (HUN) | 40             | New Delhi, India        | 24 febbraio 2019 |
| Record olimpico | Non stabilito        | -              | -                       | -                |

## Programma
| Data           | Ora (JPN/UTC+9) | Turno                     |
| -------------- | --------------- | ------------------------- |
| 29 luglio 2021 | 09:00           | Qualificazioni precisione |
| 30 luglio 2021 | 09:00           | Qualificazioni rapidità   |
| 30 luglio 2021 | 14:00           | Finale                    |

## Turno di qualificazione
| Posizione | Atleta                  | Nazionalità   | Precisione | Precisione | Precisione | Precisione | Rapidità | Rapidità | Rapidità | Rapidità | Totale | Inner 10s | Note |
| Posizione | Atleta                  | Nazionalità   | 1          | 2          | 3          | Totale     | 1        | 2        | 3        | Totale   | Totale | Inner 10s | Note |
| --------- | ----------------------- | ------------- | ---------- | ---------- | ---------- | ---------- | -------- | -------- | -------- | -------- | ------ | --------- | ---- |
| 1         | Antoaneta Kostadinova   | Bulgaria      | 98         | 97         | 98         | 293        | 98       | 100      | 99       | 297      | 590    | 16        | Q    |
| 2         | Xiao Jiaruixuan         | Cina          | 95         | 97         | 99         | 291        | 98       | 98       | 100      | 296      | 587    | 27        | Q    |
| 3         | Vitalina Bacaraškina    | ROC           | 95         | 97         | 100        | 292        | 97       | 99       | 98       | 294      | 586    | 23        | Q    |
| 4         | Doreen Vennekamp        | Germania      | 94         | 96         | 97         | 287        | 99       | 100      | 100      | 299      | 586    | 19        | Q    |
| 5         | Tien Chia-chen          | Taipei cinese | 98         | 95         | 98         | 291        | 97       | 97       | 99       | 293      | 584    | 24        | Q    |
| 6         | Anna Korakakī           | Grecia        | 98         | 100        | 96         | 294        | 97       | 95       | 98       | 290      | 584    | 24        | Q    |
| 7         | Wu Chia-ying            | Taipei cinese | 98         | 96         | 95         | 289        | 98       | 98       | 99       | 295      | 584    | 22        | Q    |
| 8         | Kim Min-jeong           | Corea del Sud | 97         | 98         | 96         | 291        | 99       | 98       | 96       | 293      | 584    | 19        | Q    |
| 9         | Zorana Arunović         | Serbia        | 100        | 97         | 99         | 296        | 96       | 96       | 96       | 288      | 584    | 18        |      |
| 10        | Tanyaporn Prucksakorn   | Thailandia    | 95         | 98         | 97         | 290        | 97       | 96       | 100      | 293      | 583    | 19        |      |
| 11        | Elena Galiabovitch      | Australia     | 94         | 95         | 98         | 287        | 99       | 99       | 98       | 296      | 583    | 17        |      |
| 12        | Mathilde Lamolle        | Francia       | 94         | 97         | 97         | 288        | 97       | 98       | 99       | 294      | 582    | 21        |      |
| 13        | Andrea Pérez Peña       | Ecuador       | 97         | 95         | 99         | 291        | 98       | 95       | 98       | 291      | 582    | 18        |      |
| 14        | Laina Pérez             | Cuba          | 94         | 96         | 99         | 289        | 97       | 98       | 98       | 293      | 582    | 17        |      |
| 15        | Manu Bhaker             | India         | 97         | 97         | 98         | 292        | 96       | 97       | 97       | 290      | 582    | 17        |      |
| 16        | Xiong Yaxuan            | Cina          | 93         | 95         | 99         | 287        | 97       | 100      | 96       | 293      | 580    | 23        |      |
| 17        | Naphaswan Yangpaiboon   | Thailandia    | 96         | 95         | 96         | 287        | 95       | 99       | 99       | 293      | 580    | 17        |      |
| 18        | Alexis Lagan            | Stati Uniti   | 95         | 96         | 97         | 288        | 95       | 98       | 99       | 292      | 580    | 17        |      |
| 19        | Margarita Chernousova   | ROC           | 93         | 94         | 99         | 286        | 98       | 97       | 99       | 294      | 580    | 15        |      |
| 20        | Monika Karsch           | Germania      | 98         | 97         | 93         | 288        | 98       | 97       | 97       | 292      | 580    | 15        |      |
| 21        | Kwak Jung-hye           | Corea del Sud | 95         | 98         | 95         | 288        | 96       | 98       | 97       | 291      | 579    | 21        |      |
| 22        | Heidi Diethelm Gerber   | Svizzera      | 98         | 96         | 94         | 288        | 97       | 99       | 95       | 291      | 579    | 16        |      |
| 23        | Olena Kostevyč          | Ucraina       | 98         | 96         | 98         | 292        | 94       | 97       | 96       | 287      | 579    | 15        |      |
| 24        | Klaudia Breś            | Polonia       | 95         | 96         | 94         | 285        | 98       | 100      | 95       | 293      | 578    | 21        |      |
| 25        | Nino Salukvadze         | Georgia       | 94         | 98         | 99         | 291        | 94       | 96       | 97       | 287      | 578    | 20        |      |
| 26        | Otryadyn Gündegmaa      | Mongolia      | 95         | 95         | 93         | 283        | 97       | 100      | 98       | 295      | 578    | 17        |      |
| 27        | Maria Grozdeva          | Bulgaria      | 94         | 98         | 96         | 288        | 95       | 99       | 96       | 290      | 578    | 14        |      |
| 28        | Hanieh Rostamian        | Iran          | 96         | 95         | 98         | 289        | 100      | 94       | 94       | 288      | 577    | 16        |      |
| 29        | Sylvia Steiner          | Austria       | 92         | 95         | 97         | 284        | 97       | 96       | 100      | 293      | 577    | 15        |      |
| 30        | Jasmina Milovanović     | Serbia        | 93         | 95         | 99         | 287        | 95       | 95       | 98       | 288      | 575    | 10        |      |
| 31        | Céline Goberville       | Francia       | 97         | 97         | 93         | 287        | 97       | 96       | 94       | 287      | 574    | 23        |      |
| 32        | Rahi Sarnobat           | India         | 96         | 97         | 94         | 287        | 96       | 94       | 96       | 286      | 573    | 23        |      |
| 33        | Sandra Uptagrafft       | Stati Uniti   | 97         | 94         | 97         | 288        | 93       | 97       | 95       | 285      | 573    | 12        |      |
| 34        | Tsolmonbaataryn Anudari | Mongolia      | 93         | 98         | 96         | 287        | 96       | 98       | 91       | 285      | 572    | 15        |      |
| 35        | Veronika Major          | Ungheria      | 91         | 93         | 97         | 281        | 95       | 98       | 98       | 291      | 572    | 14        |      |
| 36        | Viktoria Chaika         | Bielorussia   | 97         | 96         | 98         | 291        | 89       | 97       | 94       | 280      | 571    | 19        |      |
| 37        | Agate Rašmane           | Lettonia      | 97         | 95         | 95         | 287        | 95       | 92       | 95       | 282      | 569    | 19        |      |
| 38        | Diana Durango           | Ecuador       | 94         | 95         | 94         | 283        | 97       | 99       | 90       | 286      | 569    | 15        |      |
| 39        | Olfa Charni             | Tunisia       | 95         | 92         | 97         | 284        | 94       | 95       | 96       | 285      | 569    | 14        |      |
| 40        | Chizuru Sasaki          | Giappone      | 94         | 94         | 94         | 282        | 93       | 95       | 97       | 285      | 567    | 7         |      |
| 41        | Eleanor Bezzina         | Malta         | 96         | 96         | 97         | 289        | 91       | 92       | 93       | 276      | 565    | 7         |      |
| 42        | Lynda Kiejko            | Canada        | 99         | 93         | 89         | 281        | 94       | 92       | 97       | 283      | 564    | 13        |      |
| 43        | Satoko Yamada           | Giappone      | 92         | 94         | 93         | 279        | 90       | 97       | 97       | 284      | 563    | 9         |      |
| 44        | Manuela Delilaj         | Albania       | 92         | 95         | 93         | 280        | 94       | 92       | 90       | 276      | 556    | 12        |      |

## Finale
| Posizione | Atleta                | Nazionalità   | 1° stage | 1° stage | 1° stage | 2° stage | 2° stage | 2° stage | 2° stage | 2° stage | 2° stage | 2° stage | Totale | Note            |
| Posizione | Atleta                | Nazionalità   | 1        | 2        | 3        | 4        | 5        | 6        | 7        | 8        | 9        | 10       | Totale | Note            |
| --------- | --------------------- | ------------- | -------- | -------- | -------- | -------- | -------- | -------- | -------- | -------- | -------- | -------- | ------ | --------------- |
|           | Vitalina Bacaraškina  | ROC           | 2        | 3        | 5        | 5        | 2        | 5        | 4        | 4        | 3        | 5        | 38+4   | Record olimpico |
|           | Kim Min-jeong         | Corea del Sud | 4        | 5        | 5        | 2        | 2        | 4        | 4        | 4        | 4        | 4        | 38+1   | Record olimpico |
|           | Xiao Jiaruixuan       | Cina          | 3        | 3        | 3        | 3        | 3        | 4        | 4        | 5        | 1        |          | 29     |                 |
| 4         | Antoaneta Kostadinova | Bulgaria      | 0        | 4        | 4        | 4        | 5        | 4        | 2        | 5        |          |          | 28     | SO              |
| 5         | Wu Chia-ying          | Taipei cinese | 2        | 4        | 2        | 4        | 3        | 4        | 4        |          |          |          | 23     | SO              |
| 6         | Anna Korakakī         | Grecia        | 1        | 3        | 4        | 4        | 3        | 3        |          |          |          |          | 18     |                 |
| 7         | Doreen Vennekamp      | Germania      | 4        | 2        | 1        | 4        | 3        |          |          |          |          |          | 14     |                 |
| 8         | Tien Chia-chen        | Taipei cinese | 2        | 2        | 3        | 3        |          |          |          |          |          |          | 10     |                 |